# Tuxedomoon
Tuxedomoon és un grup estatunidenc de rock i de música d'avantguarda, d'estil inclassificable, capaços d'instrumentar temes new wave, jazz fusió o purament experimentals, utilitzant instruments tradicionals i sintetitzadors. Va ser creat a San Francisco, als Estats Units, el 1977 per dos estudiants de música electrònica, Blaine Reininger i Steven Brown. Altres músics importants que han format part del grup en algun moment són Peter Principle i Winston Tong. Durant part de la seva història, el projecte ha s'ha establert a Bèlgica.
El 1980 publiquen el seu primer LP, Half Muti. El 1982, el coreògraf Maurice Béjart els encarrega la música per al ballet Divine, en tribut a Greta Garbo. El 1983, Reininger deixa el grup per seguir amb la seva carrera en solitari. El 1985, publiquen Holy Wars, que es converteix en el seu major èxit comercial. Wim Wenders va fer servir la seva cançó Some Guys per a les escenes inicials de la pel·lícula El cel sobre Berlín.
El seu últim disc d'estudi va ser You, publicat l'any 1987.
Han estat teloners de Devo, Cabaret Voltaire, Pere Ubu i The Residents. Avui dia, tot i mai haver estat popular, els Tuxedomoon, són considerats un grup de culte.

## Estil musical
Steven Brown cita entre les primeres influències de la banda a "Eno, Bowie, John Cage, Bernard Herrmann, Nino Rota, Igor Stravinsky i Ennio Morricone". Les influències posteriors i actuals inclouen Radiohead, Claude Debussy, Miles Davis, Michael Nyman i Velvet Underground. La seva música troba influència en gèneres com el punk rock, el jazz, el funk, el tango i el post-punk.
El crític musical Simon Reynolds va escriure que el seu so té una "aura d'elegància cansada", amb un estil musical més europeu que el que els seus homòlegs nord-americans estaven creant en el moment de la formació de la banda. Seattle Weekly va descriure la seva música com "una incomoditat que deixa entreveure els ruscs existencials".
Líricament, Tuxedomoon va examinar la societat, la cultura i la psicologia. "Holiday for Plywood", a Desire, va examinar el consumisme i la paranoia.

## Discografia
- 1978-Pinheads on the move-EP
- 1979, Scream with a View (EP)
- 1980, Half Mute
- 1981, Desire+No Tears (1978) EP
- 1981, Desire
- 1982, Divine
- 1982, Ninotchka (EP)
- 1985, Holy Wars
- 1986, Ship of Fools (miniLP)
- 1987, You
- 1988, Ten Years in One Night (en directe)
- 1991, The Ghost Sonata
- 1997, Solve et Coagula (recopilatori)
- 1997, Half Mute/Scream With a View (EP)
- 1998, Joeboy in Mexico
- 2002, Live In St. Petersburg (en directe)
- 2003, No Tears/What Usi: Remixes & Originals
- 2004, Cabin In The Sky[7]
- 2007, Vapour Trails
- 2014, Pink Narcissus
- 2015, Blue Velvet Revisted, amb Cult With No Name